# Thiolourethane

Allgemeine Struktur der Thiolourethane. Dabei sind:
R^{1} und R^{2} = Aliphatischer oder aromatischer Rest oder H
R^{3} = Aliphatischer oder aromatischer Rest, H, Metall (bei Salzen)

Als Thiolourethane (auch Thiolurethane) werden die Vertreter einer chemischen Stoffgruppe bezeichnet. Es handelt sich dabei um die Thiolester der instabilen Thiolcarbaminsäure (H2N–COSH). Sie sind regioisomer zu den Thionourethanen, die eine C=S-Doppelbindung und keine Carbonylgruppe enthalten. 
Die Stoffgruppen der Thiolo- und der Thionourethane werden oft mit der unscharfen Bezeichnung Thiourethane (synonym: Thiocarbamate) zusammengefasst.

## Herstellung
Thiolourethane lassen sich aus Isocyanaten und Thioalkoholen (Mercaptanen) durch eine Additionsreaktion herstellen:

## Eigenschaften und Anwendung
Thiolourethane sind meist gut kristallisierende Feststoffe und dienen in der chemischen Analytik als Identifikationspräparate für Thioalkohole. Dabei werden zu identifizierende Thioalkohole mit Isocyanaten zu Thiolourethanen umgesetzt, der Schmelzpunkt des Thiolourethans gemessen und mit tabellierten Schmelzpunkten verglichen. Diese Methodik hat heute eher historische Bedeutung.